# 西沙滩墓群
西沙滩墓群，位于中国甘肃省武威市凉州区，为一个省级文物保护单位，类型为古墓葬。
西沙滩墓群的历史年代为汉代。